# Exploration de Neptune et ses satellites

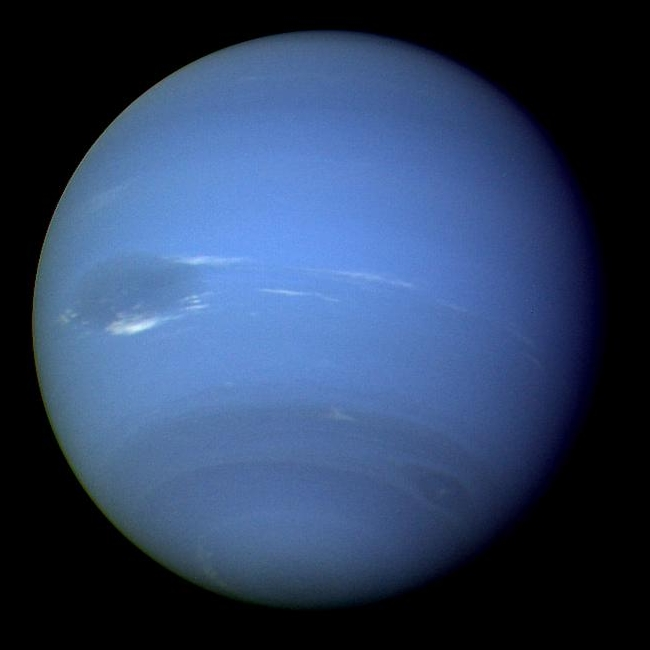
La planète Neptune photographiée par Voyager 2.

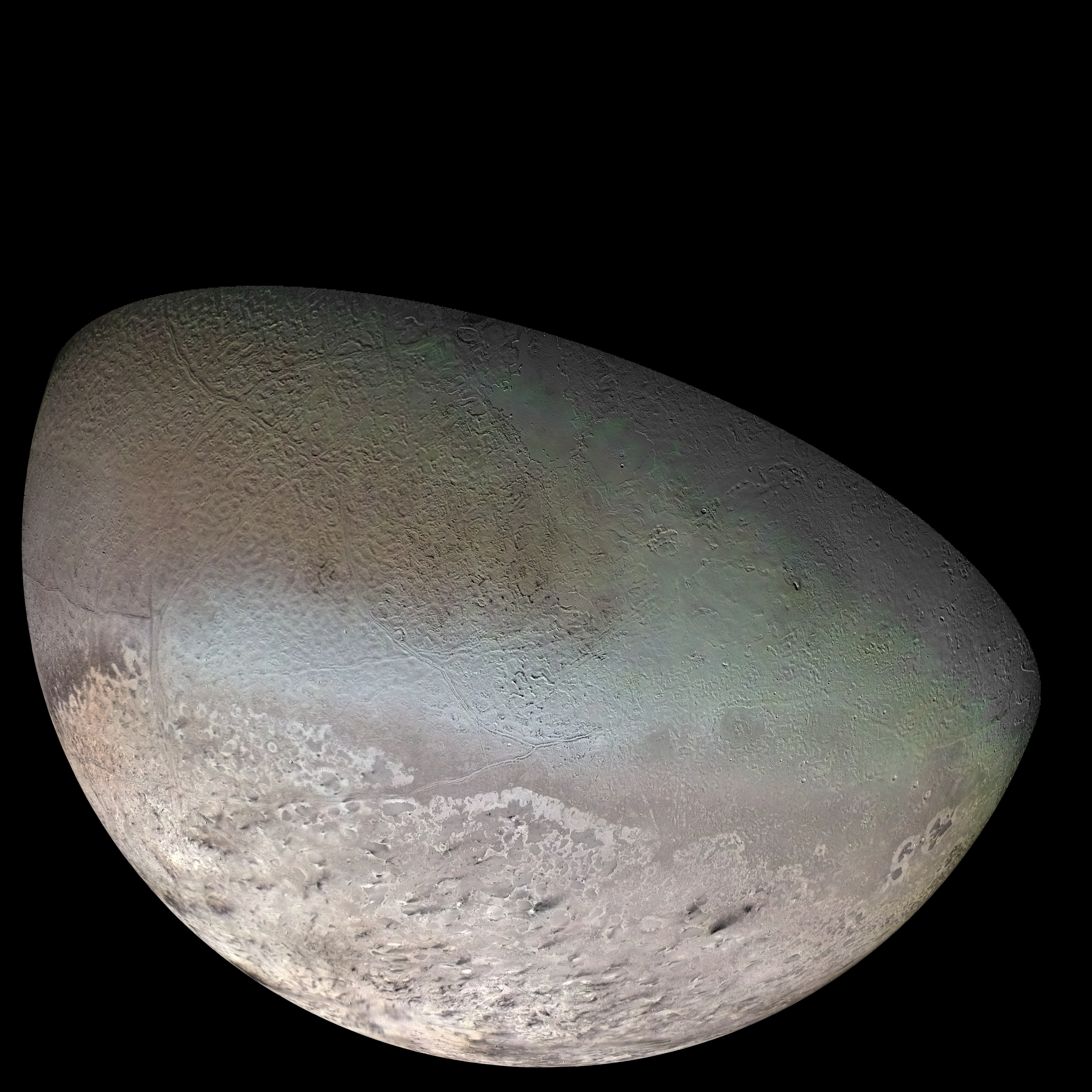
La lune Triton.

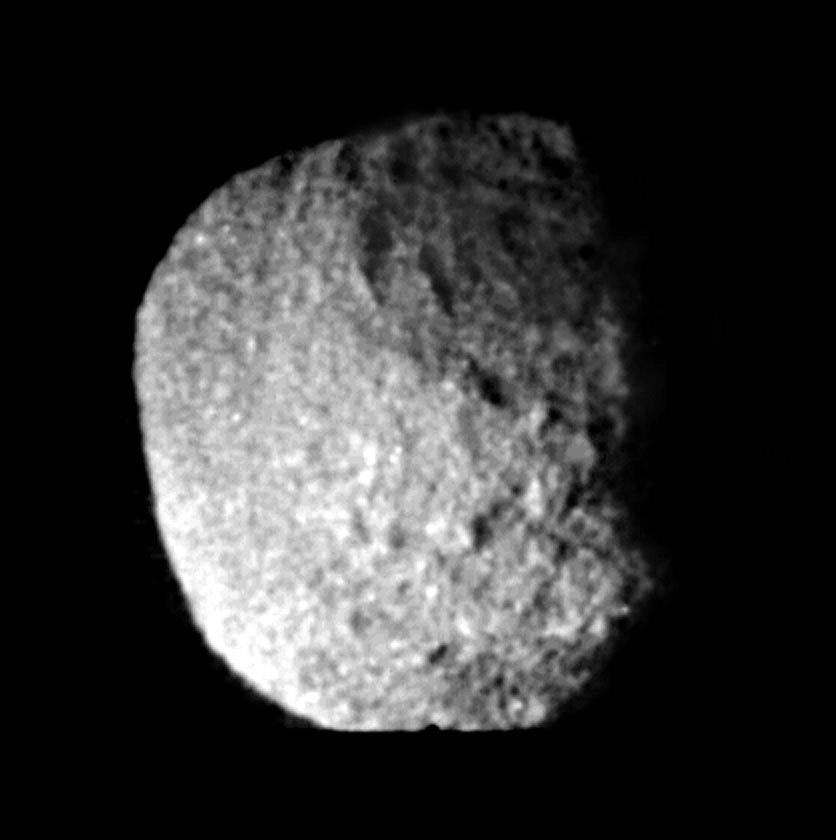
La lune Proteus.

L'exploration de la planète Neptune et ses satellites n'a été réalisée que par la sonde spatiale Voyager 2. La trajectoire de la sonde spatiale a été optimisée pour lui permettre de passer à quelques milliers de kilomètres de la planète à faible distance de sa plus grosse lune Triton en 1989. L'envoi d'une nouvelle mission d'exploration vers cette planète, d'un cout très élevé compte tenu de son éloignement, n'est pas envisagé avant la fin de la décennie 2020.

## Une planète mal connue et d'accès difficile
Neptune est la huitième et dernière planète du système solaire par distance croissante au Soleil. Neptune tourne autour du Soleil à une distance d'environ 30 Unités astronomiques (1 U.A. = distance entre la Terre et le Soleil) soit 4,5 milliards de kilomètres. Elle parcourt une orbite entière en 164,79 ans. On sait peu de choses de l'histoire de sa formation, de ses satellites et de la structure interne de Neptune ; celle-ci est très différente de celle de Jupiter et de Saturne qui sont composées à 90 % d'hydrogène alors que celle de Neptune n'en contient pas plus de 20 %. Neptune dispose d'une lune géante Triton qui abrite sans doute un océan liquide souterrain susceptible d'abriter la vie.
Une seule mission a réussi jusque-là à s'approcher de Neptune, la sonde Voyager 2. Mais celle-ci n'a effectué qu'un survol très rapide de la planète et de ses satellites car une mise en orbite aurait nécessité d'emporter une masse importante d'ergols. Le survol ne lui a permis de collecter qu'un nombre limité d'informations. Neptune comme sa voisine Uranus n'ont, depuis, plus jamais été visitées et elles sont désormais les planètes les moins connues du système solaire.
Pour obtenir plus d'informations il faudrait envoyer une sonde spatiale capable de se placer en orbite autour de la planète comme l'a fait Cassini-Huygens autour de Saturne. Mais cela nécessiterait de lancer un engin spatial beaucoup plus massif que Voyager qui a pourtant eu recours à l'époque à un lanceur lourd Titan IIIE et bénéficié d'un alignement de planètes exceptionnel qui lui a permis d'utiliser à la fois Jupiter et Saturne pour accroitre sa vitesse grâce à une manœuvre d'assistance gravitationnelle. Malgré sa masse réduite Voyager 2 a mis 12 ans pour atteindre Neptune. En utilisant une trajectoire optimale, l'orbite de transfert de Hohmann, telle que celle mise en œuvre par les sondes spatiales envoyées vers Mars et Vénus, il faudrait 31 ans pour qu'un engin spatial atteigne Neptune. Si on tente d'accroitre la vitesse de transit entre la Terre et Neptune il faut que la sonde spatiale emporte d'autant plus d'ergols pour annuler ce surcroit de vitesse une fois arrivée à destination.

## Le survol deVoyager 2
Voyager 2 est la première sonde spatiale et à ce jour[Quand ?] la seule, à avoir survolé la planète géante gazeuse Neptune (environ 50 000 km de diamètre). La trajectoire à travers le système planétaire de Neptune est mise au point une fois le survol d'Uranus et de ses lunes achevé. Comme il doit s'agir du dernier passage de Voyager 2 près d'une planète, il n'existe pas de contraintes sur la manière de sortir du système planétaire et plusieurs choix sont possibles : l'équipe sur Terre opte pour un passage à faible distance du pôle nord de Neptune ce qui permettra d'utiliser l'assistance gravitationnelle de la planète pour faire plonger la sonde sous l'écliptique pour un survol rapproché de Triton, la principale lune de Neptune. L'éloignement de Neptune diminue encore le débit théorique permis par la liaison radio. Aussi plusieurs mesures sont prises dans les années qui précèdent le survol pour renforcer le réseau d'antennes à Terre, notamment l'accroissement de la taille des antennes de réception existantes, la mise en service d'une nouvelle antenne parabolique géante à Usuda au Japon et le recours au Very Large Array au Nouveau-Mexique.
Les premières observations sont effectuées à partir de mars 1989 soit 90 jours avant le passage au plus près de Neptune et près de 3 ans après le survol d'Uranus. Elles permettent de découvrir les anneaux de Neptune dont l'existence n'avait jusque-là jamais été prouvée : ils sont composés de particules très fines qui ne permettent pas leur observation depuis la Terre. Un champ magnétique nettement plus faible que celui d'Uranus est détecté et mesuré. Au cours de la traversée du système neptunien, 9 nouvelles lunes, de petite taille, sont découvertes (une dixième sera découverte plus tard sur des photos prises par la sonde). Compte tenu de l'éloignement de Voyager 2, il fut difficile d'envoyer à temps de nouvelles instructions pour l'observation de ces nouveaux corps célestes. Seule Protée (400 km de diamètre) fut découverte suffisamment tôt pour programmer des observations détaillées.
Le survol de Neptune a lieu le 25 août 1989 : Voyager 2 passe à 4 950 km (3 000 milles) du pôle nord de la planète. L'atmosphère de Neptune est analysée. Malgré le peu d'énergie reçue du Soleil du fait de son éloignement (3 % de ce que reçoit Jupiter), une dynamique atmosphérique est observée avec des manifestations comme la « Grande Tache sombre » et des nuages. Des vents soufflant à 2 000 km/h sont mesurés. L'étude du champ magnétique permet de déterminer que la durée d'une rotation est de 16,11 heures.
Voyager 2 passe à 39 790 km de Triton et peut recueillir des données très précises sur cette lune. La communauté scientifique estimait à l'époque que son diamètre était compris entre 3 800  et   5 000 km ; la sonde permet de ramener ce chiffre à 2 760 km. Très peu de cratères sont observés ce qui est expliqué par le volcanisme dont des manifestations sous forme de traces laissés par des geysers sont observées au pôle. Une atmosphère ténue (pression de 10  à   14 millibars soit 1⁄70000 de celle de la Terre) résultant sans doute de cette activité est détectée par Voyager 2. La température de la surface mesurée, 38 K, est la plus froide jamais détectée sur un corps céleste du Système solaire.

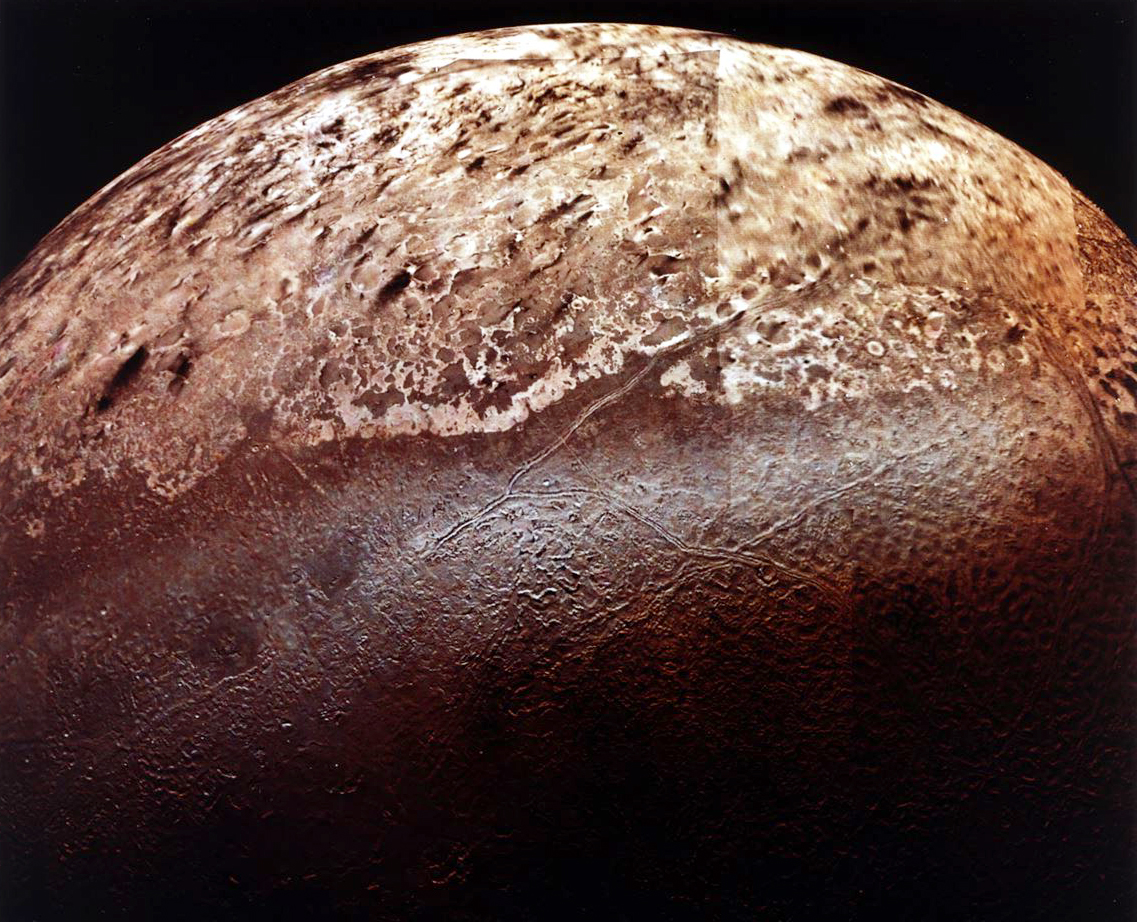
La lune Triton.
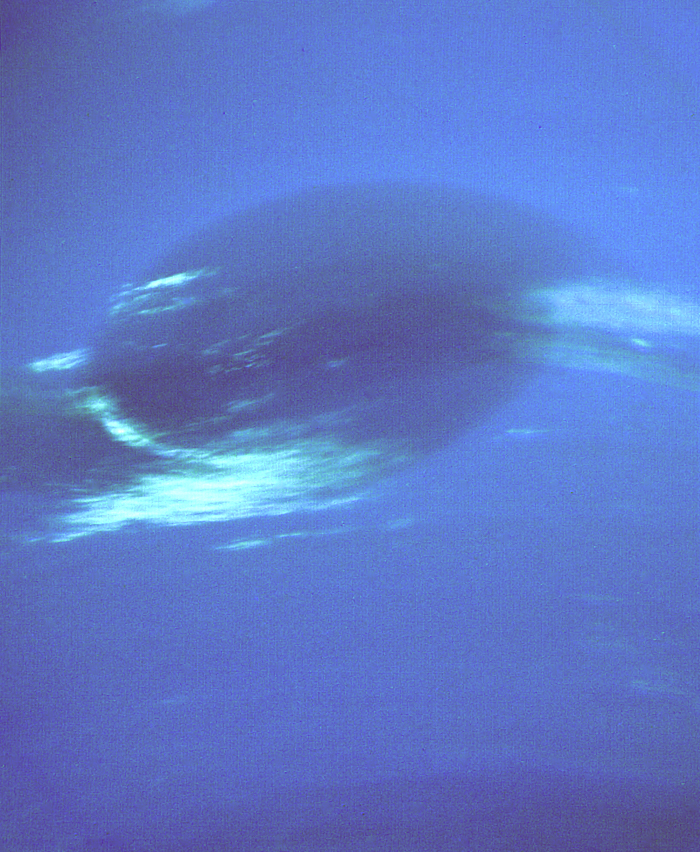
La « Grande Tache sombre » de Neptune.
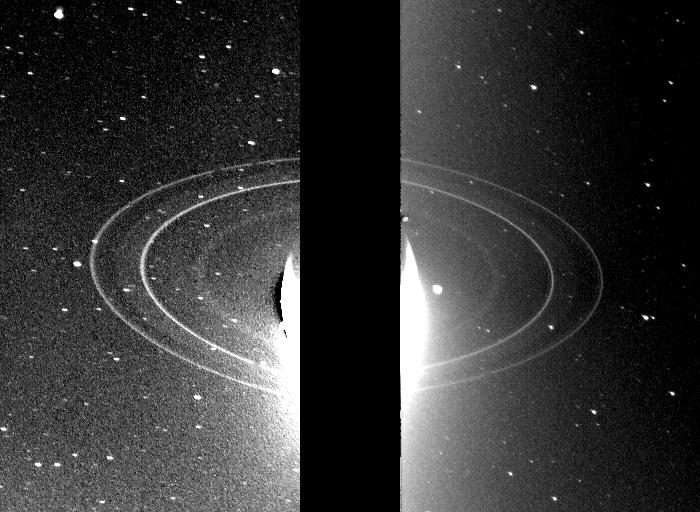
Les anneaux de Neptune.

## Missions étudiées
À la suite du survol par Voyager 2 plusieurs missions vers Neptune ont été étudiées mais aucune n'a jusqu'à présent débouché sur une réalisation. Depuis 2003 la NASA a étudié plusieurs projets de mission tentant de contourner les contraintes dues à la distance en combinant l'assistance gravitationnelle des autres planètes (notamment de Jupiter) avec le recours à des systèmes de propulsion non conventionnels (propulsion électrique) et l'aérocapture qui permet de se placer en orbite en utilisant l'atmosphère de la planète pour se freiner.

### Réutilisation de la plateformeMariner Mark II(1991)
En 1991 la NASA étudie une mission utilisant une plateforme Mariner Mark II similaire à celle utilisée par Cassini Huygens et envisagée pour la mission CRAF. Elle doit emporter une sonde atmosphérique similaire à celle larguée par Galileo dans l'atmosphère de Jupiter. La mission qui doit être lancée en 2002 par une fusée lourde Titan IV doit atteindre Neptune en 2021 après avoir survolé successivement Vénus, la Terre et Jupiter pour accroitre à chaque fois sa vitesse. Le projet ne dépasse pas le stade de l'étude.

### ProjetPromotheus(2002-2005)
La NASA après avoir étudié de manière approfondie l'utilisation d'un moteur utilisant l'énergie produite par un réacteur nucléaire (projet NERVA) avait abandonné ses recherches pour des raisons de cout, de complexité et à cause de la mauvaise image du nucléaire dans l'opinion publique. En 2002 l'agence spatiale décide de réactiver les études sur le sujet dans le cadre du Nuclear Systems Initiative rebaptisé par la suite Projet Prométhée. L'objectif principal est d'explorer les planètes externes avec des sondes spatiales combinant réacteur nucléaire et propulsion électrique. La première mission baptisée JIMO doit étudier Jupiter et ses satellites. La taille de la sonde spatiale dépasse tout ce qui a été développé jusque-là : 36 tonnes et une longueur de 58 mètres à comparer aux 5,8 tonnes de Cassini, la plus importante sonde spatiale lancée jusque-là. Le réacteur nucléaire, d'une puissance de 0,5 MW, fournit 200 kW et permet de s'affranchir de panneaux solaires inefficaces à grande distance du Soleil. La sonde spatiale emporte 8 à 12 tonnes de xénon qui sont utilisées par huit moteurs ioniques dotées d'une impulsion spécifique de 6 000 à 8 000 secondes. Pour explorer Neptune, la mission Prométhée-N reprend les mêmes caractéristiques que JIMO. La sonde spatiale emporte 1 500 kilogrammes d'instrumentation scientifique et deux sondes atmosphériques d'une masse unitaire de 300 kg (dont 19,4 kg d'instrumentation) chargées d'étudier in situ l'atmosphère de Neptune. Le lancement était prévu en 2016 et après avoir survolé Jupiter en 2020 et bénéficié de son assistance gravitationnelle, la sonde spatiale devait atteindre Neptune en 2029. Après avoir largué les deux sondes atmosphériques, Neptune devait se placer en orbite autour de la planète géante puis se mettre en orbite autour de sa lune Triton. Le Jet Propulsion Laboratory avait même envisagé d'embarquer un petit atterrisseur de 500 kg chargé d'atterrir à la surface de Triton et de prélever pour l'étudier une carotte de son sol glacé. Le projet Promotheus reposait sur une technologie très ambitieuse et le budget envisagé est de 16 milliards $ en excluant les couts de mise au point du réacteur nucléaire. Rencontrant une forte opposition dans la communauté scientifique et remis en cause par le lancement du programme Constellation le projet de sonde spatiale à propulsion nucléaire est abandonné en 2005 .

### Mission utilisant l'aérocapture
A la même époque que JIMO, les principaux établissements de la NASA présentent conjointement un projet de sonde spatiale reposant sur l'aérocapture. Comme dans le cas des missions Promotheus, la sonde spatiale dispose d'une propulsion électrique mais l'énergie est fournie par des panneaux solaires de grande taille. Arrivé à proximité de Neptune la sonde spatiale plonge dans son atmosphère pour réduire sa vitesse qui est à l'arrivée de 28 à 30 km/s, puis après avoir subi une violente décélération culminant à 22 g, se placer en orbite autour de la planète. Durant la phase de freinage la sonde spatiale est protégée par un bouclier thermique de forme elliptique enveloppant l'engin. Ce bouclier résultait d'études effectuées par la NASA pour poser des charges lourdes sur le sol martien. La sonde spatiale emporte deux sondes atmosphériques et durant sa mission scientifique effectue au moins 40 survols de Triton à moins de 1 000 kilomètres. L'orbiteur qui a une masse réduite alors à 1 900 kg communique avec la Terre à l'aide d'une antenne parabolique de 4,2 kilomètres[réf. nécessaire] qui est déployée une fois la sonde spatiale en orbite. Deux générateurs à radio-isotopes de type MMRTG fournissent l'énergie nécessaire. La technique de l'aérocapture permet d'augmenter de 40 % la charge utile et de réduire le temps de transit de 3 à 4 ans. La sonde d'une masse de 4,8 tonnes devait être lancée en 2015 ou 2018 par une fusée Delta IV et atteindre Neptune 12 ans plus tard après avoir bénéficier de l'assistance gravitationnelle de Jupiter,.

### ProjetODINUSde l'agence spatiale européenne
Une équipe de scientifiques propose pour les missions scientifiques à cout élevé L2 et L3 de l'Agence spatiale européenne le projet ODINUS (en anglais : Origins, Dynamics and Interiors of Neptunian and Uranian Systems) est proposé. ODINUS comprend deux sondes spatiales lancées vers Uranus et Neptune. Chaque sonde spatiale a une masse à sec de 500 à 600 kg et utilise une propulsion chimique et électrique. La durée du transit est respectivement de 13 et 15 ans. La proposition est classée troisième lors de l'évaluation des différents projets proposés. Odinus reposait sur le développement par l'agence spatiale européenne d'un générateur à radio-isotope, projet resté jusque-là sans suite,.

### Projets de mission à gros budget de la NASA étudiés durant la décennie 2010
Au cours de la décennie 2010 la NASA essaie de définir une mission permettant d'étudier simultanément Uranus et Neptune avec une date d'arrivée prévue vers 2030. Mais l'agence spatiale américaine ne dispose pas de suffisamment de fonds pour un tel projet et elle doit choisir l'une des deux planètes en combinant éventuellement la mission avec un survol d'un ou plusieurs objets de la ceinture de Kuiper. Après avoir privilégié dans un premier temps l'exploration d'Uranus qui s'est révélée beaucoup plus active que prévu selon des observations effectuées en 2017 par le télescope spatial Hubble, le groupe de travail scientifique de la NASA consacré aux planètes extérieures, l'OPAG (en anglais : Outer Planets Assessment Group), a porté son choix sur Neptune car sa lune Triton héberge sans doute un océan sous sa surface. Selon les souhaits de l'OPAG, la prochaine mission phare (type de mission disposant d'un budget de plusieurs milliards US$) de la NASA devrait être lancée vers Neptune. La date de lancement dépend d'un alignement particulier de Jupiter (qui doit être survolée pour bénéficier de son assistance gravitationnelle) et Neptune qui ne se reproduit que tous les 12 ans. La prochaine fenêtre de lancement se situe dans la fourchette de dates 2028-2030. La sonde spatiale atteindrait Neptune vers 2043. Début 2020 aucun projet à gros budget à destination du système de Neptune ne faisait l'objet d'étude avancée.

### La missionTrident(2019)

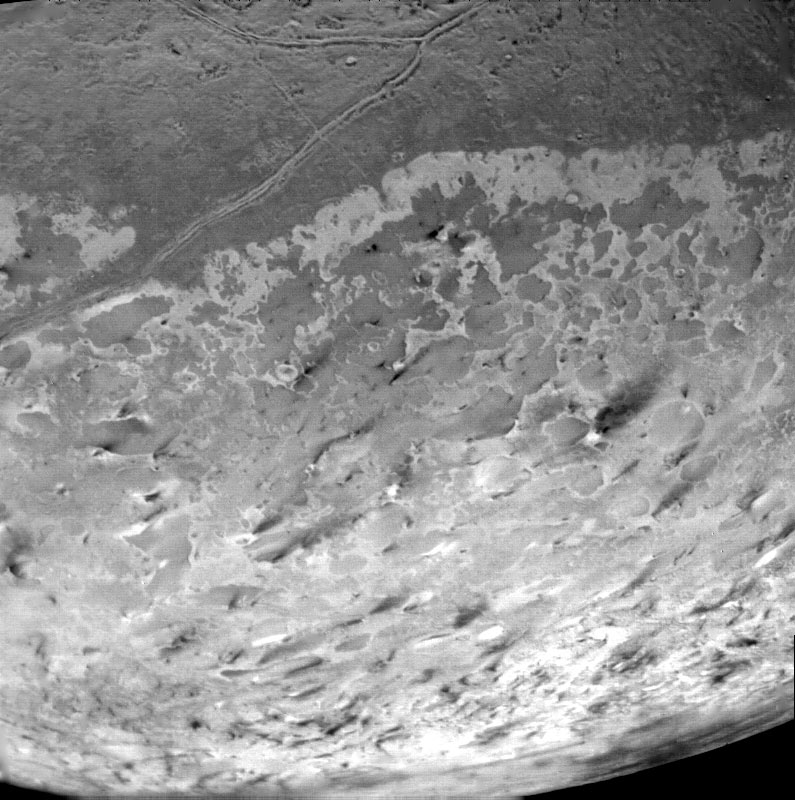
Les taches sombres visibles sur cette photo prise par Voyager 2 en 1989 sont interprétées comme les traces laissées par de geysers d'azote qui pourraient être l'indice d'un océan souterrain.

Le programme Discovery rassemble des missions à petit budget (500 millions $) qui ne permettent pas de viser des objectifs très lointains. Toutefois pour l'appel à propositions lancé en 2019 la NASA décide de mettre à disposition des générateurs thermoélectriques à radioisotope multi-mission (RTG) à prix réduits. Ceux-ci permettent de s'affranchir de panneaux solaires et constituent une solution idéale pour des missions vers les confins du système solaire (l'énergie solaire décroit comme le carré de la distance). Pour encourager les propositions à destination des planètes externes du système solaire, la NASA décide également d'exclure de l'enveloppe budgétaire allouée à la mission les couts opérationnels associés au long transit entre la Terre et les planètes externes (12 ans dans le cas de la mission Trident). Dans ce contexte une équipe du Jet Propulsion Laboratory propose le projet Trident dont l'objectif est d'étudier Triton la plus grande des lunes de la planète Neptune. Celle-ci, qui comporte un noyau solide recouvert de glace, présente une surface jeune reflet de processus dynamiques en cours et surtout elle pourrait abriter un océan souterrain. La mission est retenue en février 2020 avec trois autres propositions pour le dernier tour de sélection qui devrait intervenir en 2021. Si elle est sélectionnée, Trident sera lancée en 2026 et effectuera un survol unique de Triton et de Neptune en 2038. La sonde spatiale d'une masse de 1 230 kilogrammes emporte des caméras, un magnétomètre, un spectromètre infrarouge et un spectromètre de plasma. Son objectif est de caractériser les processus à l’œuvre à la surface de la lune et de déterminer si un océan souterrain est présent sous sa surface,.